# ليانغ قوانجلي
ليانغ قوانجلي (بالصينية: 梁光烈; البينيين: Liáng Guāngliè) (ديسمبر 1940 - 12 نوفمبر 2024)، هو قائد عسكري صيني شغل منصب وزير الدفاع الوطني من عام 2008 إلى عام 2013.